# 旭川荘
旭川荘（あさひがわそう）とは岡山県岡山市北区に本部を置く、障害者施設を中心に事業を行う社会福祉法人である。

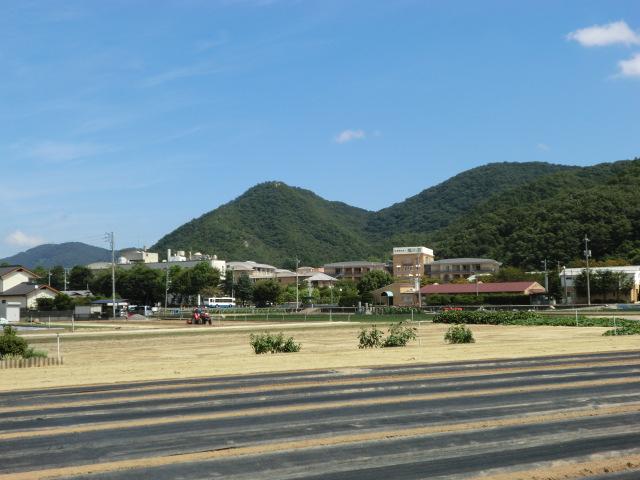
旭川荘全体を望む

## 概要

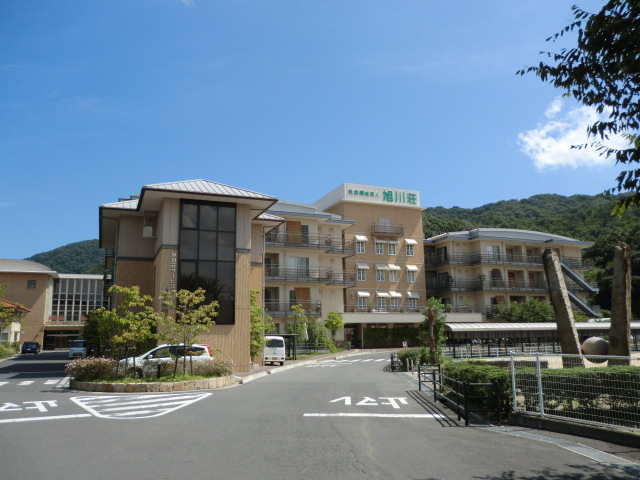
旭川荘

医師の川﨑祐宣（川崎学園の創始者。鹿児島県姶良郡出身）が「敬天愛人」―天を敬い人を愛する人間尊重の精神を基本に創立した総合医療福祉施設である。
岡山市の北部に位置し、岡山県を代表する河川である旭川と江戸時代に百間川の中間にある中洲に建設されている。
岡山県、愛媛県及び中国上海市に、障害者医療福祉、知的障害福祉、身体障害福祉、高齢者福祉、児童福祉、地域医療、相談支援、教育・研修・研究の8分野の医療福祉サービスを展開し、施設数は70を越え、利用者はおよそ3000人、職員約2000人で構成される。
- 法人名　社会福祉法人　旭川荘
- 本部所在地　岡山県岡山市北区祇園866
- 名誉理事長 末光 茂
- 理事長 神崎 晋

運営する施設に旭川療育園があり、北海道旭川市にある北海道療育園と名称が似ているものの一切関係はない。

## 沿革
創業者の川﨑祐宣は岡山医科大学（現在の岡山大学）を卒業後、1939年（昭和14年）に岡山市中山下に「川崎病院」（現在の川崎医科大学総合医療センター）を開業した。その後、川崎は1954年（昭和29年）に「社会福祉法人旭川荘設立趣意書」を発表、1957年（昭和32年）4月に創立された。当初は肢体不自由児施設である「旭川療育園」、知的障害児施設である「旭川学園」、乳児施設である「旭川乳児院」の3つの施設で出発した。
川﨑はその後30年近くにわたって理事長として施設の発展に努めたが、1984年（昭和60年）に理事長職を退き、医師の江草安彦が2代目理事長となった。

## 施設

### 障害者施設
- 医療型障害児入所施設･療養介護事業所(旧重症心身障害児者施設) - 旭川荘療育･医療センター旭川児童院、南愛媛療育センター
- 医療型障害児入所施設(旧肢体不自由児施設) - 旭川荘療育･医療センター旭川療育園
- 身体障害者療護施設 - 竜ノ口寮、かわかみ療護園
- 重度身体障害者授産施設 - 吉備ワークホーム
- 知的障害児施設 - 旭川学園
- 知的障害者更生施設 - いづみ寮、愛育寮、あかしや園、かえで寮
- 知的障害者授産施設 - たかはし授産センター　松山作業所(昭和60年)通所、松風寮(昭和62年)入所
- 知的障害者通勤寮 - ぎおんハイツ
- 発達障害者施設 - おかやま発達障害者支援センター

### 高齢者施設
- 特別養護老人ホーム旭川敬老園
- 川﨑祐宣記念総合在宅支援センター
- デイサービスセンター - デイサービスセンター敬老園、たかはし、かっこう花
- グループホーム - はなみずき、やすらぎ荘
- 介護老人保健施設ひだまり苑
- 北宇和訪問看護ステーション
- 三世代交流センターよしい川（グループホーム・ デイサービスセンター・ナイトサービス・子育てひろば）
- 特別養護老人ホーム星の郷
- 介護付き有料老人ホーム結びの杜ホーム

### 研究・教育・研修
- 旭川莊厚生専門学院
- 旭川荘研修センター
- 旭川荘医療福祉研究所
- 日中医療福祉研修センター
- アジア福祉文化研究センター
- カレッジ旭川荘 - 主に特別支援学校高等部卒業生を対象とした、専攻科的な教育施設

### その他
- 旭川荘南愛媛病院

### 過去にあった施設
- 睦学園2013年度にもって児童院に統合。

## 関係人物
- 川﨑祐宣 - 初代理事長、川崎学園創立者
- 江草安彦 - 2代目理事長
- 堀川龍一 - 旭川療育園名誉園長、旭川荘長
- 伊原木伍朗 - 元天満屋社長、元岡山商工会議所会頭
- 大本百松 - 大本組創業者
- 岸香里 - 漫画家、旭川莊厚生専門学院卒業

## 交通アクセス
- 両備バス
  - 岡山駅・天満屋方面より旭川荘行に乗車、終点下車。（全便ノンステップバス）
  - 高島駅より旭川荘北行に乗車、「旭川荘」下車。（シャトルバス） ※高島駅発は30分に1本
- 宇野バス
  - 表町BC・岡山駅方面より山陽団地・町苅田・仁堀・林野駅・ネオポリス行に乗車、「原」にて下車し旭川の中原橋を渡る。（宇野バスの方が便数が多い）
- ただし、岡山駅・天満屋バスステーションから両備バス「旭川荘行き」（ノンステップバス）が少ないため、岡山駅から、JR山陽本線または宇野バスの東岡山線で高島駅までに行って「旭川荘北行き」（シャトルバス）両備バスに乗り換えるパターンが多い。
- 岡電バス（かえで寮に行く場合）
  - 岡山駅・天満屋より健康づくり財団病院・おかやま福祉の郷行きに乗車、おかやま福祉の郷下車。（一部の便のみノンステップバス）
  - おかやま福祉の郷とかえで寮は同じ施設です。
  - 岡山駅・天満屋より平田経由北長瀬駅行き乗車、ポリテクセンター岡山入口下車。徒歩約1分
  - 北長瀬駅より岡電バス平田経由岡山駅・天満屋行きに乗車。ポリテクセンター岡山入口下車徒歩約2分（一部の便のみノンステップバス）
- JR
  - 備前原駅より徒歩で15分程度。